# Hura polyandra
Hura polyandra — вид дерев родини молочайних (Euphorbiaceae). Рослинний сік та насіння цього дерева є отруйними, а їхнє споживання може викликати смерть.

## Поширення
Вид поширений у Центральній Америці. Дерево росте у сухих широколистяних лісах Мексики, Гватемали, Гондурасу, Сальвадору, Нікарагуа та Коста-Рики.

## Опис
Дерево заввишки до 20 м. Стовбур може сягати 70 см у діаметрі. У молодих рослин стовбур покритий гладкою корою з численними колючками. З віком кора стає сухішою, а більшість колючок відпадає. Листя яйцеподібне, до 17 см завдовжки. Чоловічі і жіночі квітки утворюються в одній пахві, але першою відкривається жіноча квітка. Квіти у діаметрі 5-7 см, білого кольору. Плоди — коробочка діаметром 5-10 см, коричневого кольору, з декількома секціями, кожна з яких містить одну насінину.

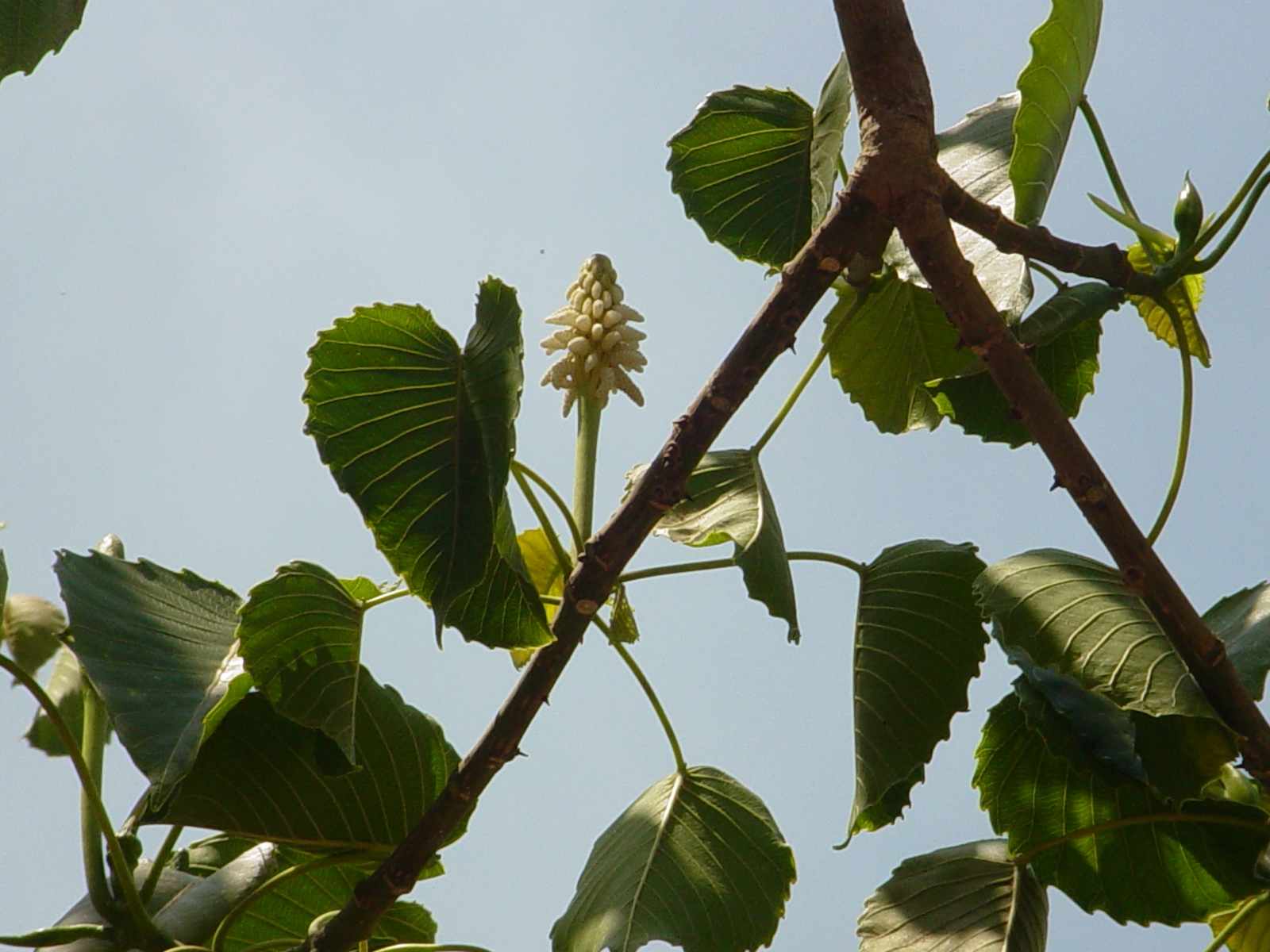
Чоловіча квітка
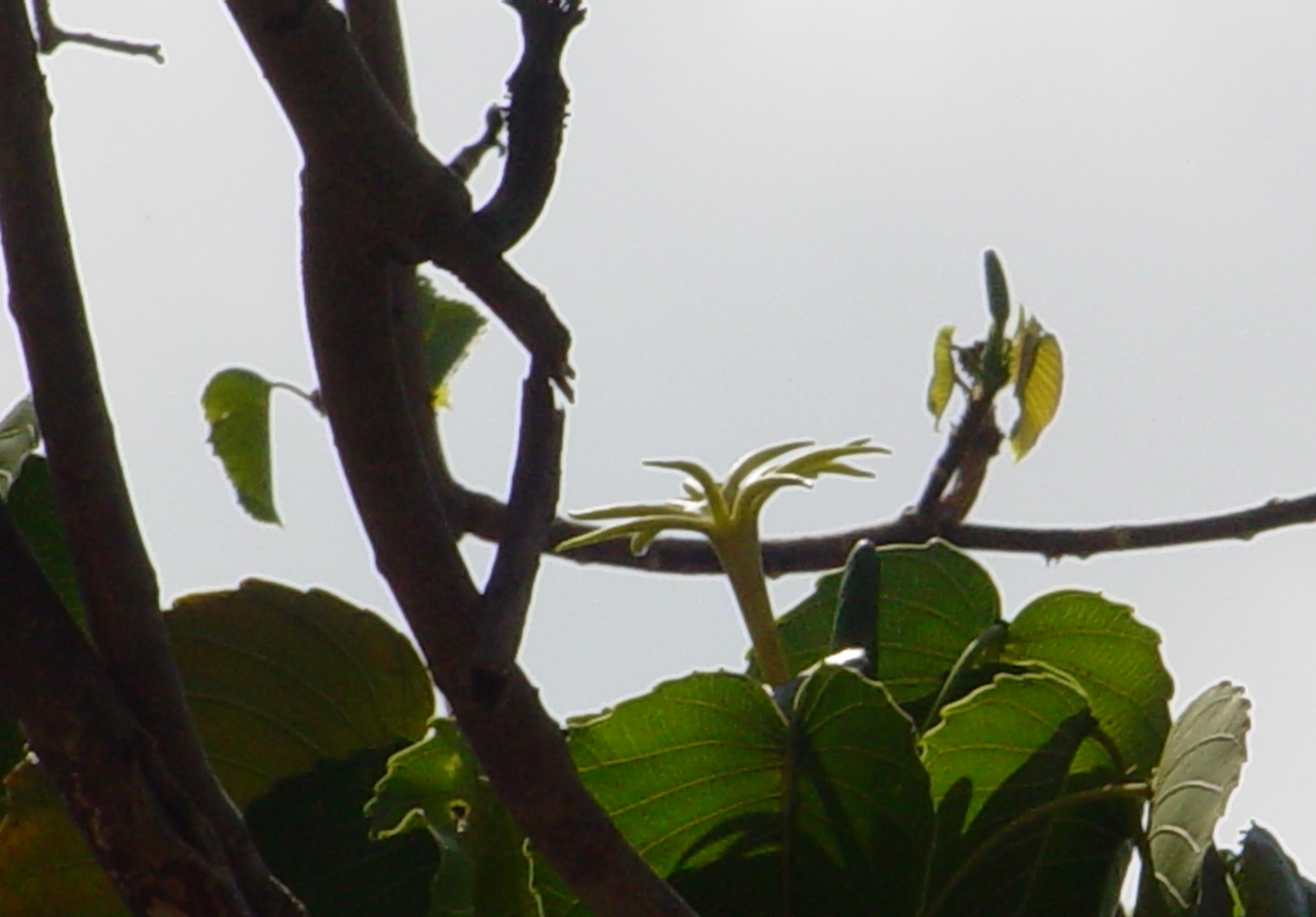
Жіноча квітка
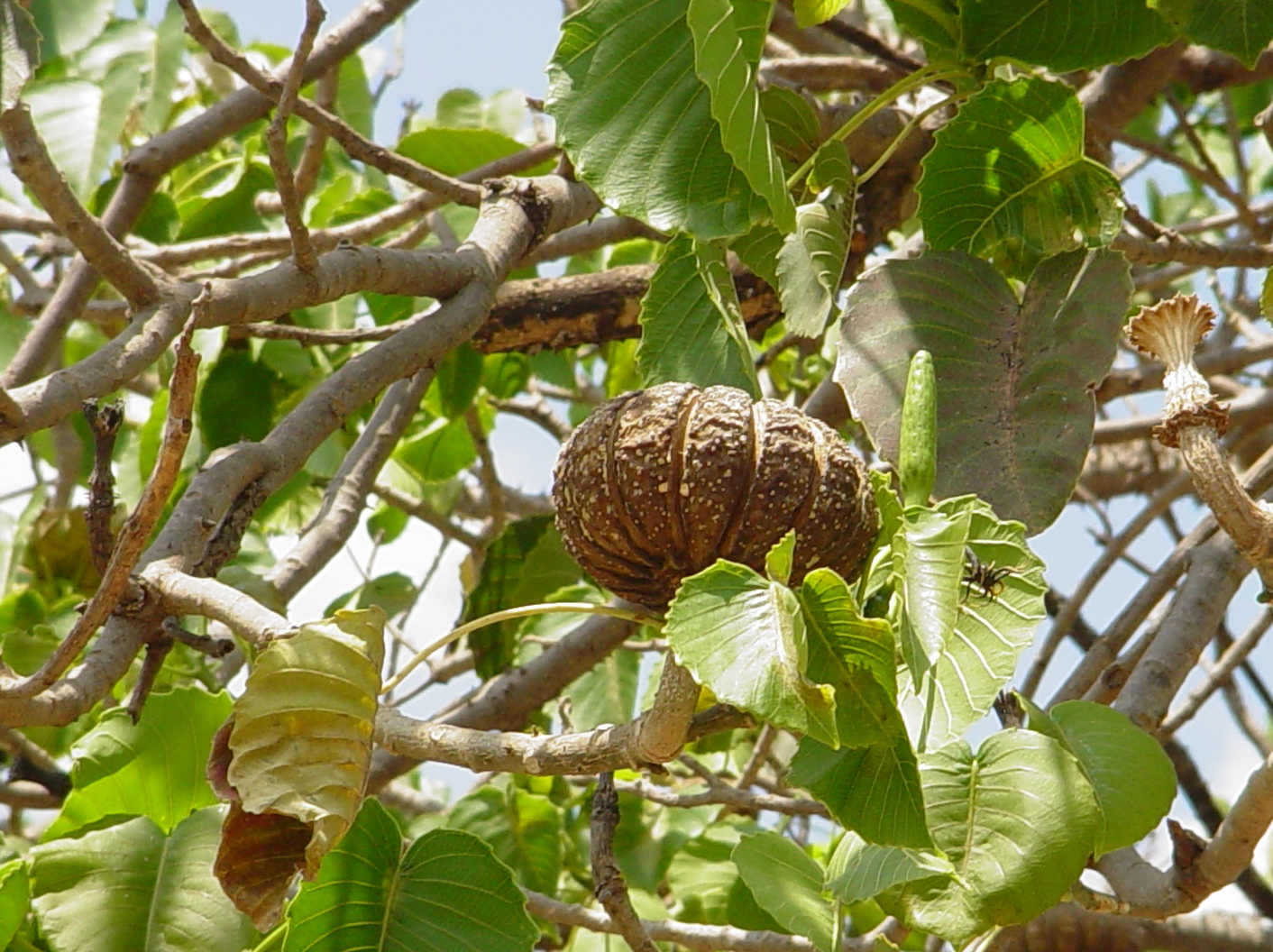
Плід